# 870
870 (DCCCLXX) fue un año común comenzado en domingo del calendario juliano, en vigor en aquella fecha.

## Acontecimientos
- 8 de agosto: cerca de la ciudad de Maastricht, 207 km al sursureste de Ámsterdam (Países Bajos), el rey Luis el Germánico y su medio hermano Carlos el Calvo firman el Tratado de Meerssen, por el que dividen la Francia Media (el reino de los francos en la época merovingia) en dos divisiones más grandes, una al este y otra al oeste.[1]
- En la ciudad de Thanjavur (sur de la India) comienza el reinado de Aditia Chola I (hasta 907), que al conquistar el reino Pálava, el reino del Ganges Occidental y la región del Kongu Nadu, creará el Imperio chola. Este rey fue sucedido por su hijo mayor Parantaka Chola I.
- Inicio del califato de Ahmad al-Mutamid (hasta 892).
- En el mar Mediterráneo, el califato abbasí arrebata la isla de Malta al Imperio bizantino.
- En Islandia, marinos noruegos liderados por el explorador y caudillo vikingo Ingólfur Arnarson (849‑910) fundan el pequeño puerto de Reikiavik, según se registra en el Landnámabók (‘el libro del asentamiento’). Debido a los vapores de las fuentes termales, la aldea recibe el nombre Reikiavik, que en islandés significa ‘bahía humeante’.

## Nacimientos
- García I, primer rey de León

## Fallecimientos
- García I Íñiguez, rey de Pamplona.